# Nelder-Kreise
Als Nelder-Kreise (englisch Nelder wheels oder Nelder fans) wird eine Versuchsanordnung im Pflanzenbau
(insbesondere in der Forstwirtschaft) bezeichnet, die auf Verfahren der Statistischen Versuchsplanung basiert. Dabei werden die einzelnen Pflanzen (z. B. Bäume) in konzentrischen Kreisen angepflanzt, wobei der Abstand zu den äußeren Kreisen hin nach genau festgelegten Regeln zunimmt. Das Verfahren ermöglicht es, den optimalen Pflanzabstand im Hinblick auf eine bestimmte Zielgröße, z. B. den Stammdurchmesser, mit Hilfe eines einzigen Versuchsfeldes zu ermitteln. Die grundlegende Arbeit dazu wurde 1962 von dem englischen Statistiker John Nelder veröffentlicht.
In Deutschland wird das Verfahren seit 2009 vom Lehrstuhl für Waldwachstumskunde der TU München auf fünf mit
Stieleichen bepflanzten Versuchsflächen (Kösching, Beilstein, Győr in Ungarn, Sant’Agata Bolognese in Italien) eingesetzt. Das Projekt wird von der Audi Stiftung für Umwelt gefördert.